# Фаццини, Якопо
Якопо Фаццини (итал. Jacopo Fazzini; родился 16 марта 2003 года, Масса, Италия) — итальянский футболист, полузащитник клуба «Эмполи».

## Клубная карьера
Якопо Фаццини является воспитанником «Эмполи». За клуб дебютировал в кубке Италии в матче против «Интера» на 97-й минуте дополнительного времени. В чемпионате Италии дебютировал в матче против «Специи».

## Карьера в сборной
За сборные Италии до 17 и до 18 лет сыграл 5 матчей, где отдал две голевые передачи. За сборную Италии до 19 лет сыграл на чемпионате Европы, где сыграл в двух матчах. За сборную Италии до 20 лет сыграл в двух матчах.

## Личная жизнь
Дед Фаццини — Джорджо — теннисист, а его брат Томмазо — игрок в пляжный футбол.